# Sitio (Einheit)
Sitio oder Sitio de ganado mayor (auch Quadrat-Legua; spanisch Legua cuadrada; englisch square league) war ein mexikanisches Flächenmaß. Bereits 1567 wurde die Vara (kastil.) als Elle festgelegt und Grundlage der offiziellen Landmaße im sogenannten Neuspanien.

## Definition
Eine Legua (als Längenmaß) umfasste immer 5000 Vara. Die Vara als Längenmaß (und damit auch die Quadrat-Vara) war in unterschiedlichen Perioden und Gebieten nicht gleich lang und es gab dementsprechend je nach Zeitabschnitt und Gebiet eine Vielzahl unterschiedlicher Umrechnungsfaktoren in das metrische oder angelsächsische Maßsystem. Versuche zur Normierung durch Zentralbehörden wurden oft lokal nicht umgesetzt, so dass die Vara kein klar definiertes Maß war und bei der Lektüre historischer Literatur jeweils Detailabklärungen nötig sind.
Der Begriff Sitio ohne Zusatz meinte jeweils die Sitio de ganado mayor, die abweichenden Definitionen wurden jeweils durch einen Zusatz kenntlich gemacht.
Eine Legua cuadrada (und damit die Sitio de ganado Mayor) umfasste 25'000'000 vara cuadrada, die in Abhängigkeit von der zugrundeliegenden Länge der Vara eine unterschiedlich Fläche ausmachten.
Unterschiede gab es zwischen Weidefläche und Aufzugsfläche. Die Vara kann mit einer Länge von 0,84596 Meter angenommen werden, umgerechnet als Fläche etwa 17.891,2 Quadratmeter.
- 1 Sitio = 1755,61 Hektar[2] (1751,22 Hektar[3])
- Weidefläche (Großviehweide für 1000 Tiere) für Rinder, Pferde, Esel, Maultiere
  - 1 Sitio de ganado mayor (große Quadratstunden) = 25 Labores = 25 Mio. Quadrat-Varas = 1750 Hektar
- Weidefläche (für 1000 Tiere) für Schafe, Ziegen
  - 1 Sitio de ganado menor (kleine Quadratstunden) = 11.111.111 Quadrat-Varas = 7800 Hektar (11.927.467 Quadratmeter[4])
- Fläche einer Getreide- und Walkmühle
  - 1 Sitio para batan o molino = 2500 Quadrat-Varas = 0,2 Hektar